# モンテカルロ市街地コース
座標: 北緯43度44分5秒 東経7度25分14秒 / 北緯43.73472度 東経7.42056度
シルキュイ・ド・モナコ（Circuit de Monaco、モンテカルロ市街地コース）は、モナコ公国にある公道コースで、F1モナコグランプリが開催される。

## 概要
コート・ダジュールの高級リゾート地として名高いモナコの公道を閉鎖して設営される市街地コースであり、インディ500、ル・マン24時間レースと並ぶ世界三大レースの1つであるモナコGPが1929年より開催されている。
コース前半は豪華なカジノやホテルが立ち並ぶ丘陵部（モンテカルロ区）を上り下りする。海沿いのトンネルを通過し、後半はクルーザーやヨットが停泊する港湾部（ラ・コンダミーヌ区）の海岸沿いを走行する。1周は3.340kmと、現在のF1開催コースの中では最も短く、平均速度も160km/h程度と最も低い。
2車線道路を使用しているため、市街地コースの中でも特にコースの幅が非常に狭く、直線はほとんどない。19のコーナーがあり、そのほとんどがガードレールに視界を遮られたブラインドコーナーである。エスケープゾーンはあってもランオフエリアはほぼ無いので、僅かなミスでもリタイアに繋がりやすい。
レース中は合計4000回ものシフトチェンジが行われる。マニュアルシフトの時代には絶え間なくシフト操作を行いながら、片手でステアリングを操るテクニックが要求された。セミオートマチックシフトの普及後も、片手操作が緩和されたもののガードレールをかすめながら正確なライン取りを維持する難しさは変わっていない。優雅な雰囲気とは裏腹に、ドライバーの技量や集中力が問われるドライバーズサーキットであり、ここでの1勝は他のレースの3勝に値するといわれている。
直線が少なく、中低速コーナーが連続するため、エンジンパワーよりもマシンのトータルバランスが重要である。空力セッティングはドラッグよりもダウンフォースを最重要視し、ウィングを目一杯立てて走行する。近年ではハイダウンフォース仕様の前後ウイングを装着するのが一般的であり、その他にも幾つかのパーツを装着してダウンフォースを稼ぐ手法もよく見られる。全区間一般公道であるため路面の摩擦係数は低く、各所にうねりや凸凹があるためオーバーレブを起こしやすく、エンジンのおいしい所を使い切るためのクロスミッション化とストレートの短さが起因のエンジン冷却問題も重なり、低速コースの割にはエンジン負荷が高くエンジンブローが起こることも少なくない。タイヤへの負担は少ないが、チームやドライバーには精密なサスペンションセッティングが要求される。

## コースレイアウト

モナコ市街図とモンテカルロ市街地サーキット

ホームストレート
普段は「アルベール1世通り」。ピット側の並木に沿って右に緩くカーブしている。途中にピットロード出口があるが、安全面から1コーナー先で本コースに合流する形となっている。
サント・デボーテ (Sainte Dévote)
モナコの守り神が祭られた教会に由来する第1コーナー。軽く左に曲がってから鋭く右にターンする。入口が非常に狭く、スタート直後に多重事故が起こりやすい。
ボー・リバージュ (Beau Rivage)
「美しい海を望む」という名が冠せられた長い上り坂。斜度8.1度の急勾配で、左右に緩くカーブしている。右側は崖、左側にはホテル・エルミタージュと高級ブランドショップが立ち並ぶ。
マスネ (Massenet)
坂を上りきると標高42mのコース最高地点となる。マスネはオテル・ドゥ・パリの前を回り込む左コーナー。コーナー名の元となった作曲家ジュール・マスネの胸像がある。
カジノ・スクエア (Casino Square)
モナコが誇るグラン・カジノ前の広場を回り込む右コーナー。ここを抜けるとポルティエまで急な下り坂となる。ミラボーまでの短い直線の路面には大きな隆起(左側に急坂を登る道があるため)があり、1970年代までは通過するマシンがジャンプしていた。
ミラボー (Mirabeau)
オーバーテイクの仕掛け所になるが、下り坂であるためブレーキングが難しく、接触も多い。名称は隣接のホテル・ミラボーから。
フェアモント・ヘアピン (Fairmont Hairpin)
かつては地下に鉄道駅があったことから「ステーション・ヘアピン」と呼ばれた。駅舎の移転後は、向かいにあるホテルの名称で呼ばれている。ホテルの改名に伴い「ロウズ・ヘアピン」「グランドホテル・ヘアピン」「フェアモント・ヘアピン」と変わって来ているが、今でも「ロウズ・ヘアピン」と呼ぶ人が多い。
F1開催サーキット中でも最も半径の小さなコーナーで、1速50km/h弱にまで減速する。マシンによってはステアリングのギアレシオを変更する場合もある。マカオのメルコヘアピンのように追い越し禁止エリアとはなっていないため、無茶なオーバーテイクを狙っての接触事故が起こりやすい。多重事故が起きるとコースが塞がれ、後続は大渋滞となる。
ポルティエ (Portier)
ヘアピンから急に下って迎える右コーナー。ここを抜けると、左手には地中海が広がる。ポルティエとは港の意味。コースの下に小さな入江がある。
1988年には、レース終盤トップを独走していたアイルトン・セナがポルティエ出口でクラッシュ。1996年にはポールポジションのミハエル・シューマッハがオープニングラップにポルティエ手前でクラッシュした。
トンネル (Le Tunnel)
F1の開催されるサーキットの中で唯一のトンネル。薄暗がりの中をアクセル全開で通過する。右に緩くカーブしており、ラインを外すと埃に乗ってクラッシュしてしまう。2011年以降、ここではDRSの使用が禁止されている。トンネル出口では、このコース最高速の280km/h後半を記録する。
豪雨に見舞われた1984年は、レインタイヤのバースト防止のため、トンネル内にも散水が行われた。
ヌーベル・シケイン (Nouvelle Chicane)
ヌーベルとは新しいの意味。1985年まで使われた旧シケインは並木の右側から左側に抜けるだけで、通過速度が速かった。現在は左に大きく切れ込み、右に切り返す低速シケインである。トンネル出口から下り坂になっており、路面にバンプがあるのでブレーキングは難しい。コース幅が割合広いので、数少ないオーバーテイクポイントのひとつとなる。
タバコ (Tabac)
海岸沿いの短い直線から飛び込む左コーナー。観客スタンドの裏にあるタバコ屋が名称の由来。
このコーナーよりラスカスまでは、埋め立てにより過去に何度も海側へ移動してきた。その度にこのコーナーは手前へ移動したことになる。
プール (Piscine)
マリーナ沿いのプールを迂回するように設置されたコの字型のセクション。入口はF1黎明期に活躍したモナコ出身のドライバーでコースデザインを担当したのを称えてルイ・シロン (Louis Chiron) と呼ばれる。出口のシケインは、縁石の形が変わったことにより通過速度が高くなった。
ラスカス (La Rascasse)
左に曲がりながら減速し、ガードレールに沿って右に小さく回り込むヘアピン。名称はコーナーの内側にあるレストランが由来（ラスカスとはミノカサゴの意味）。ウェットレースではスピンが続発する難コーナーだったが、2003年の改修でエントリー部分が緩やかになり、難易度はやや下がった。
かつては「ガスワーク・ヘアピン (Gazométre) 」と呼ばれる、単純なヘアピンコーナーだった。
2006年は予選中ミハエル・シューマッハがここで停車して故意にコースを塞いだとして、予選タイムを抹消された（通称「ラスカス・ゲート」）。
アントニー・ノーズ (Anthony Noghès)
ラスカスからピットレーン入口を挟んで迎える最終コーナー。出口が若干左側に傾いており、大きなうねりがある。名称はモナコGP開催実現に尽力したモナコ自動車協会の「アントニー・ノゲ (Antony Noghès) 」の名を英語読みしたもの。

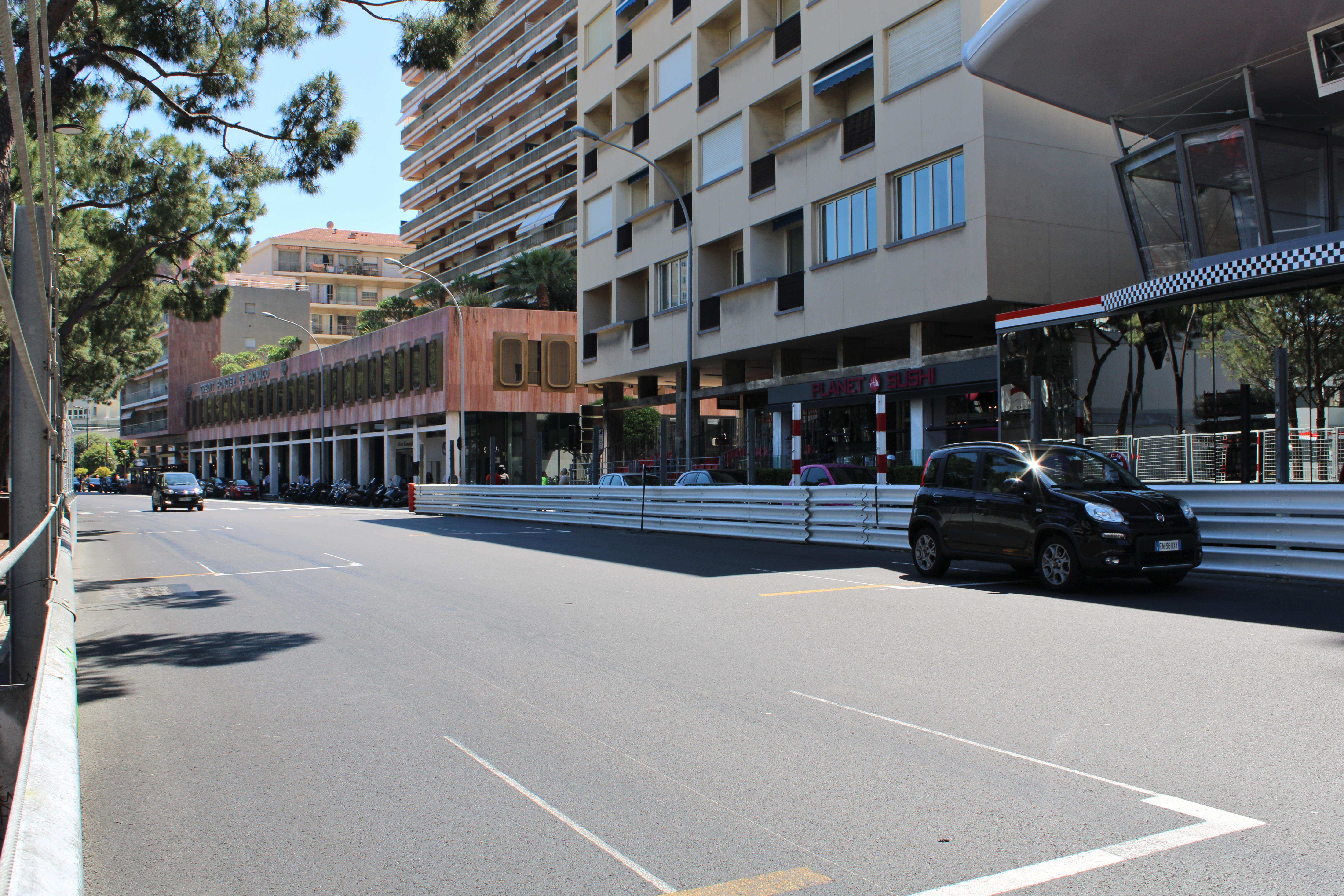
ホームストレート
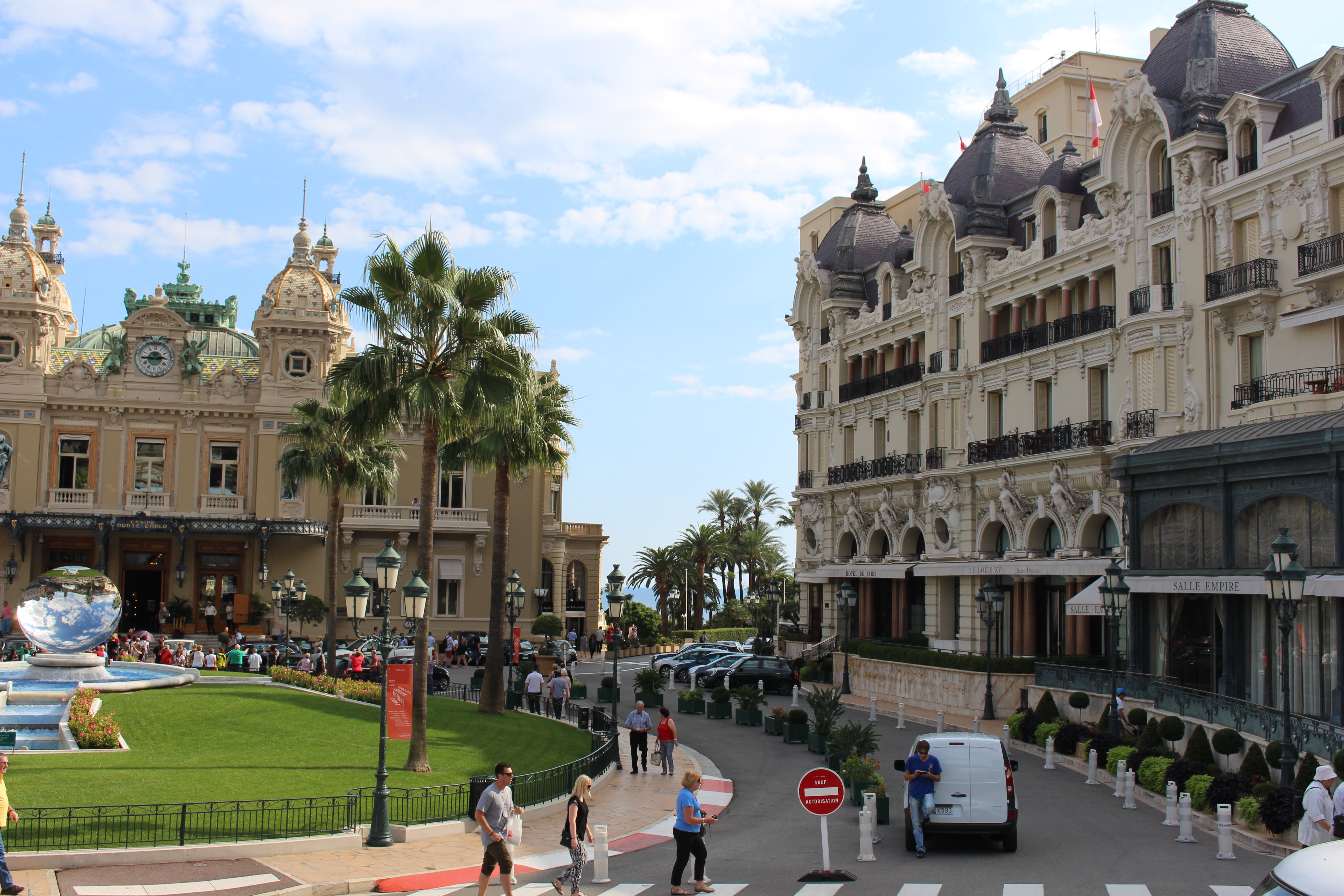
カジノ広場前
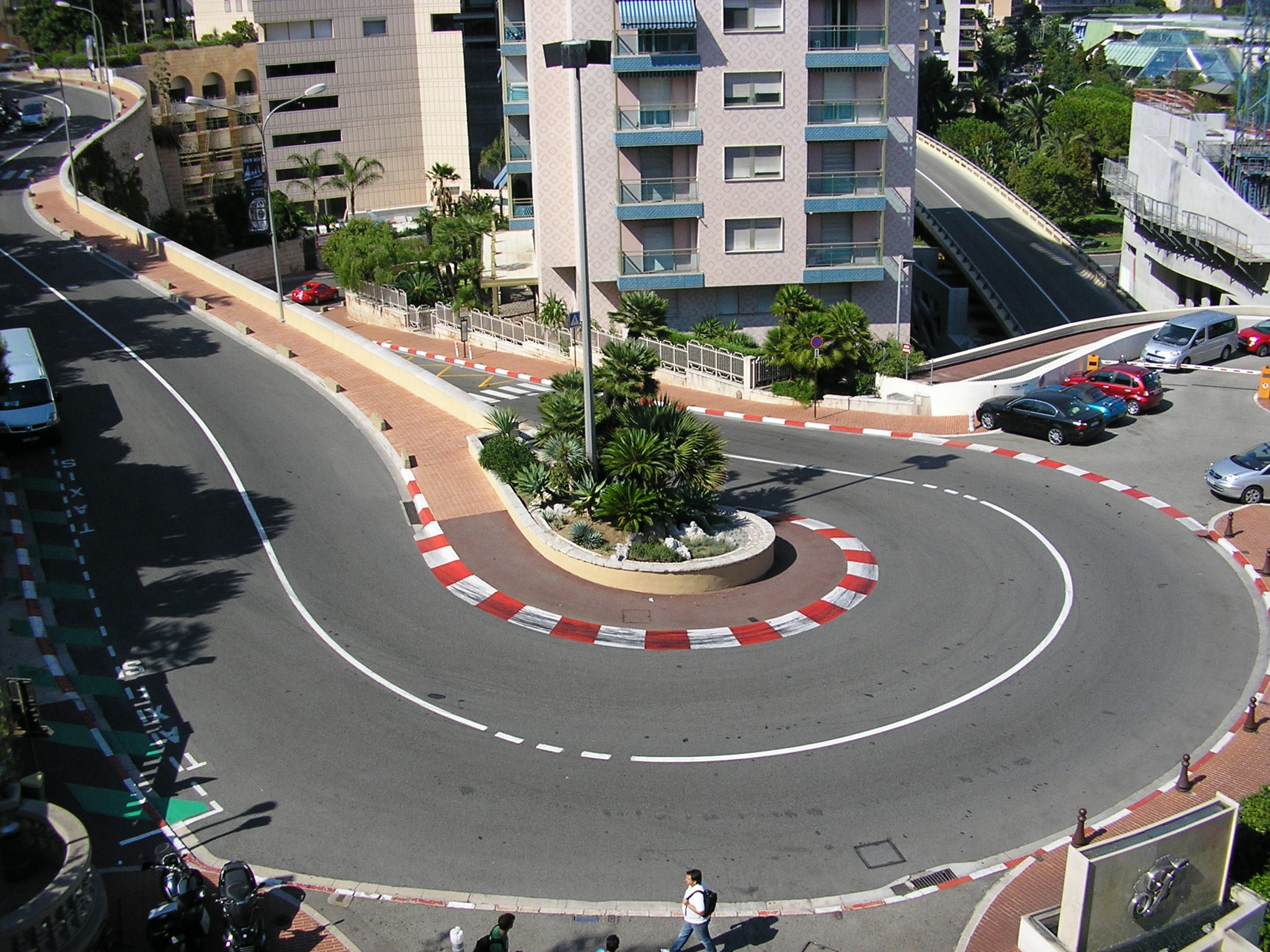
フェアモント・ヘアピン
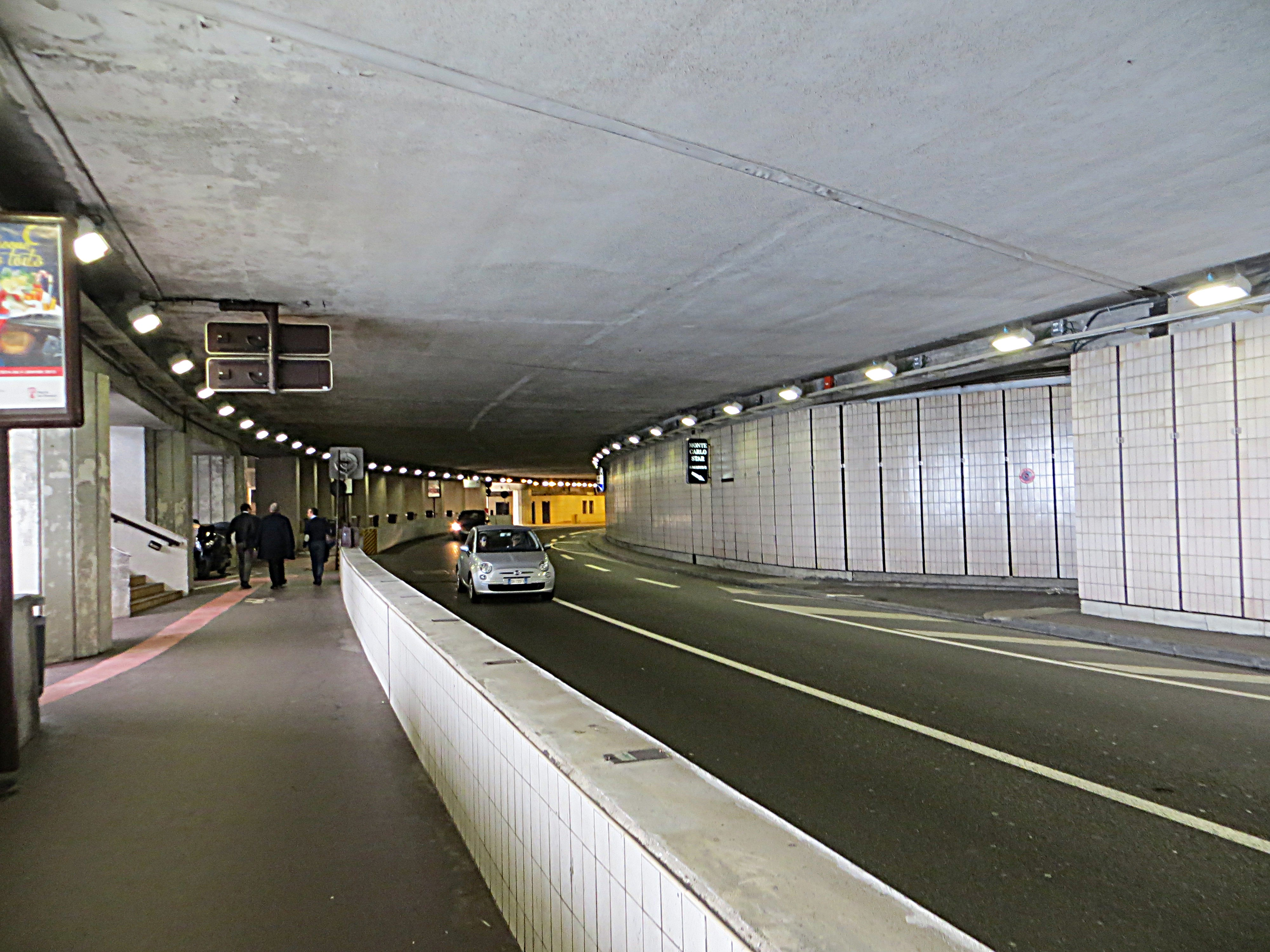
トンネル内
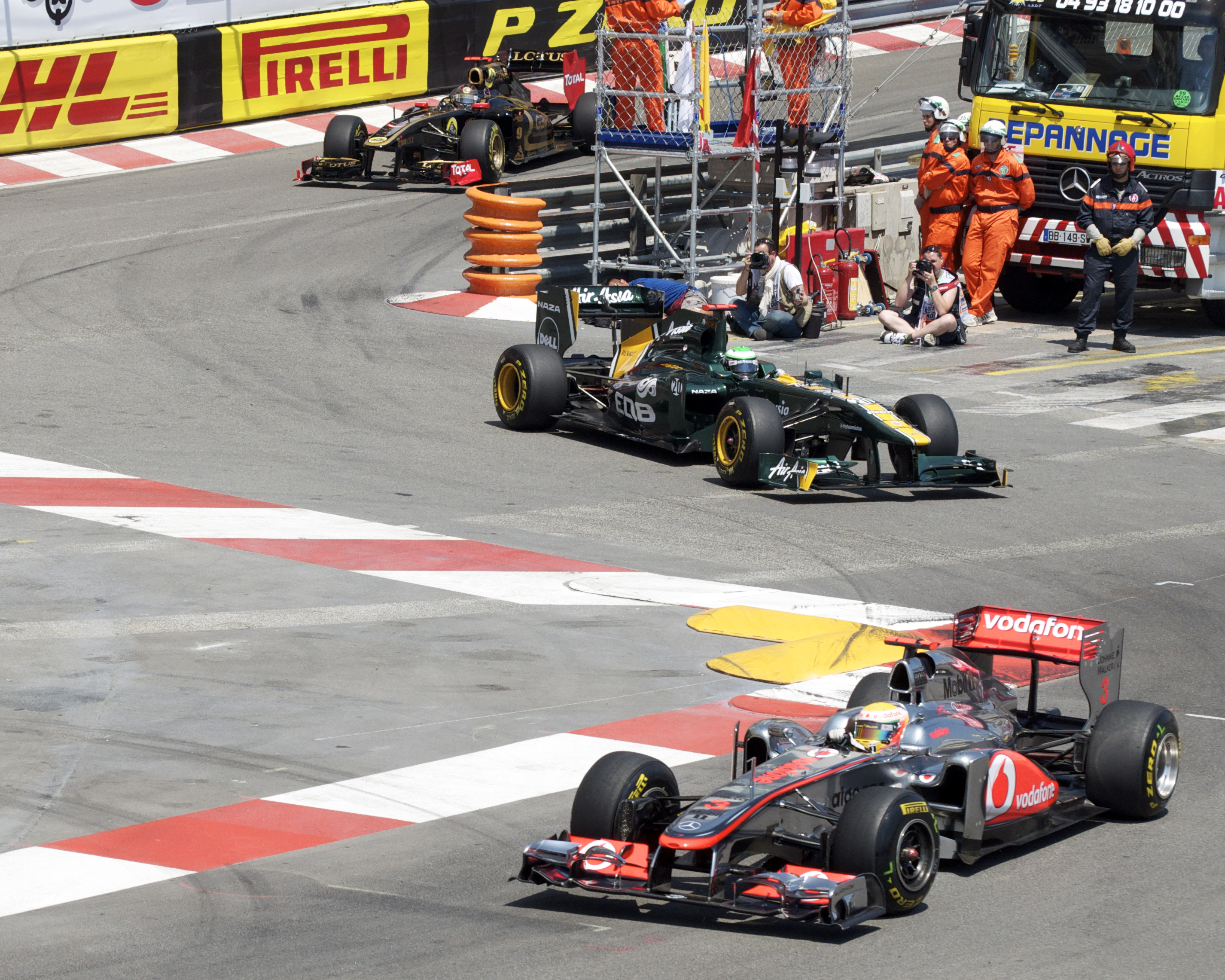
ヌーベル・シケイン
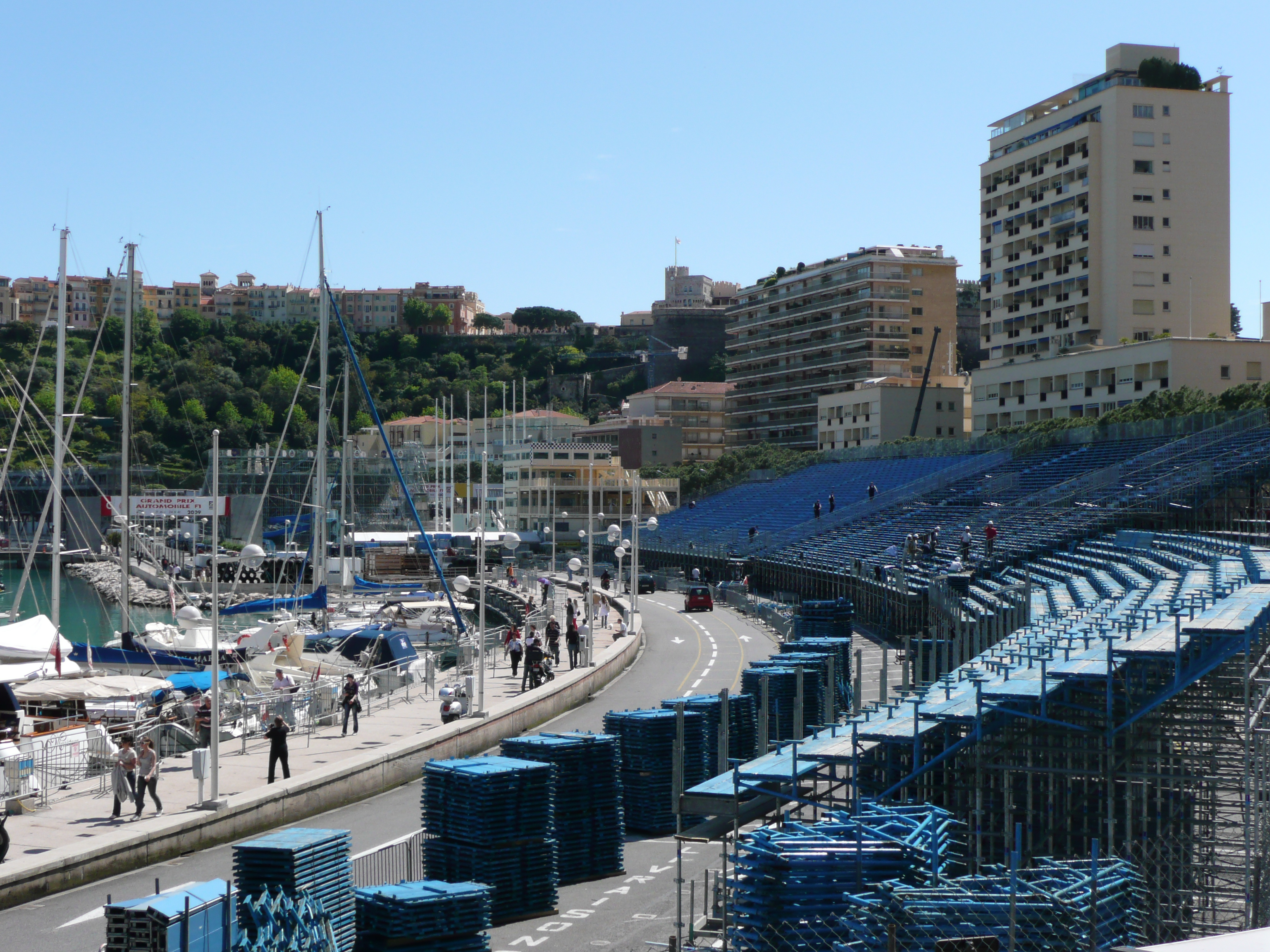
タバコ～プールサイド
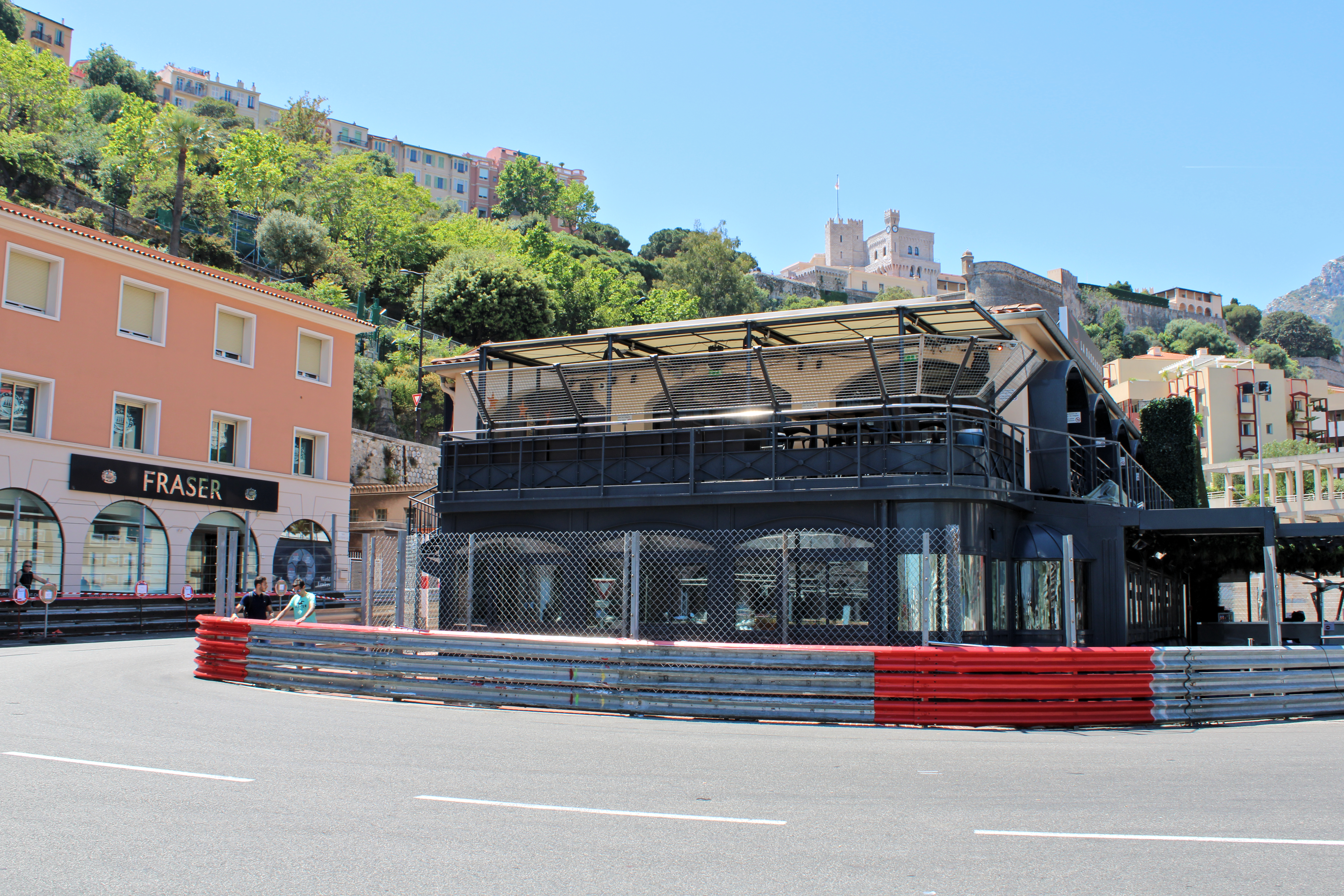
ラスカス
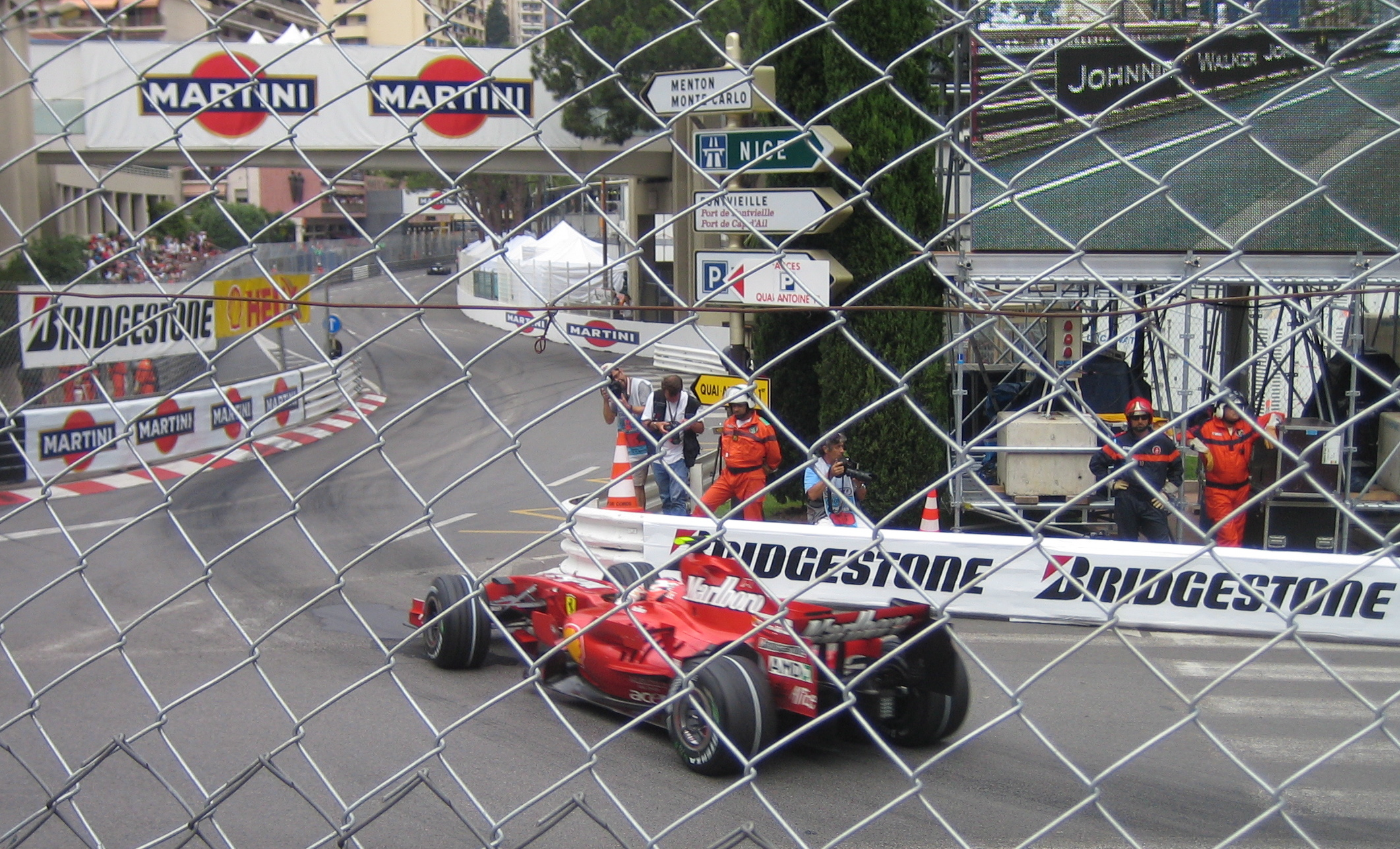
アントニー・ノーズ
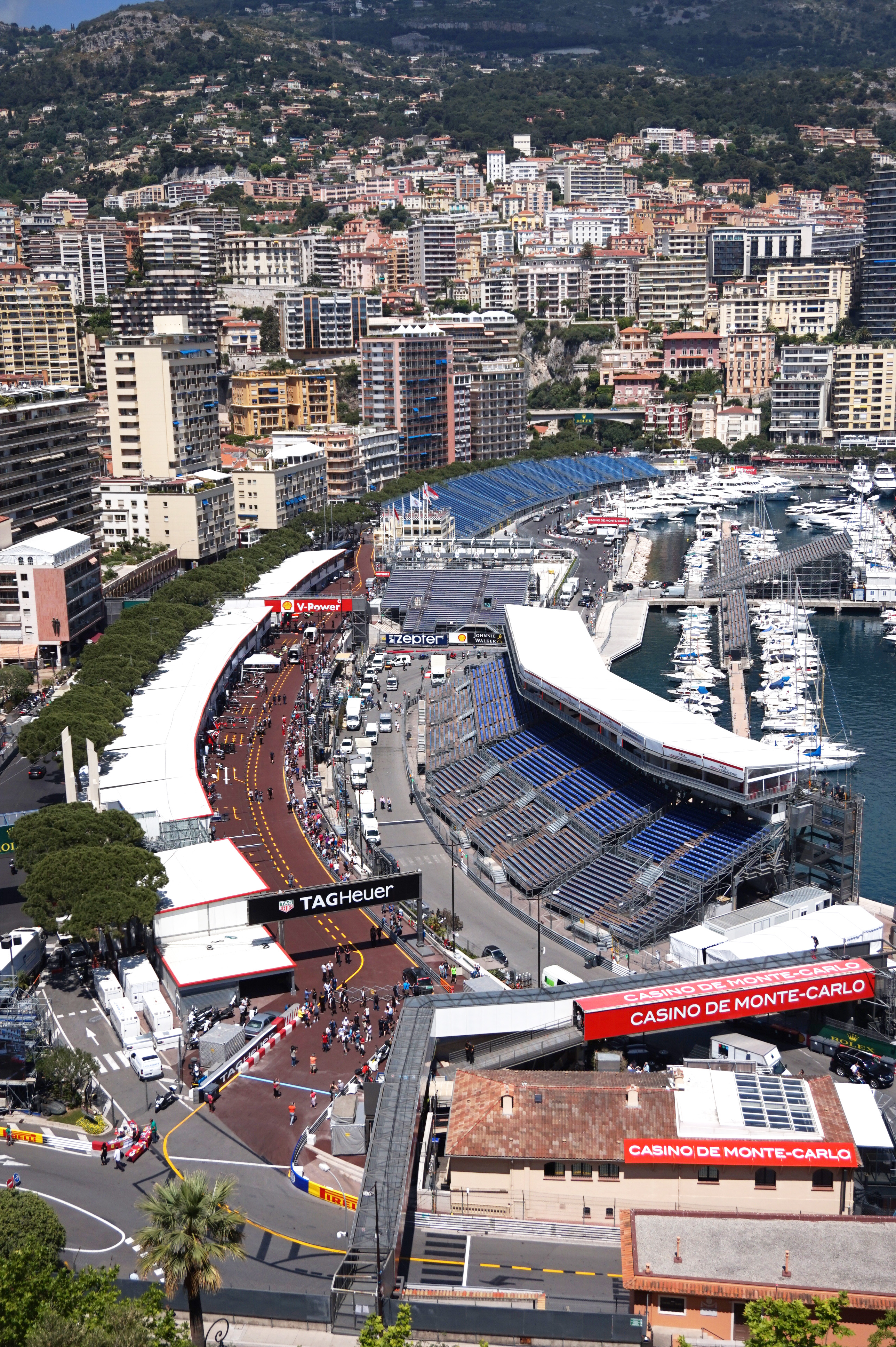
ピットレーン
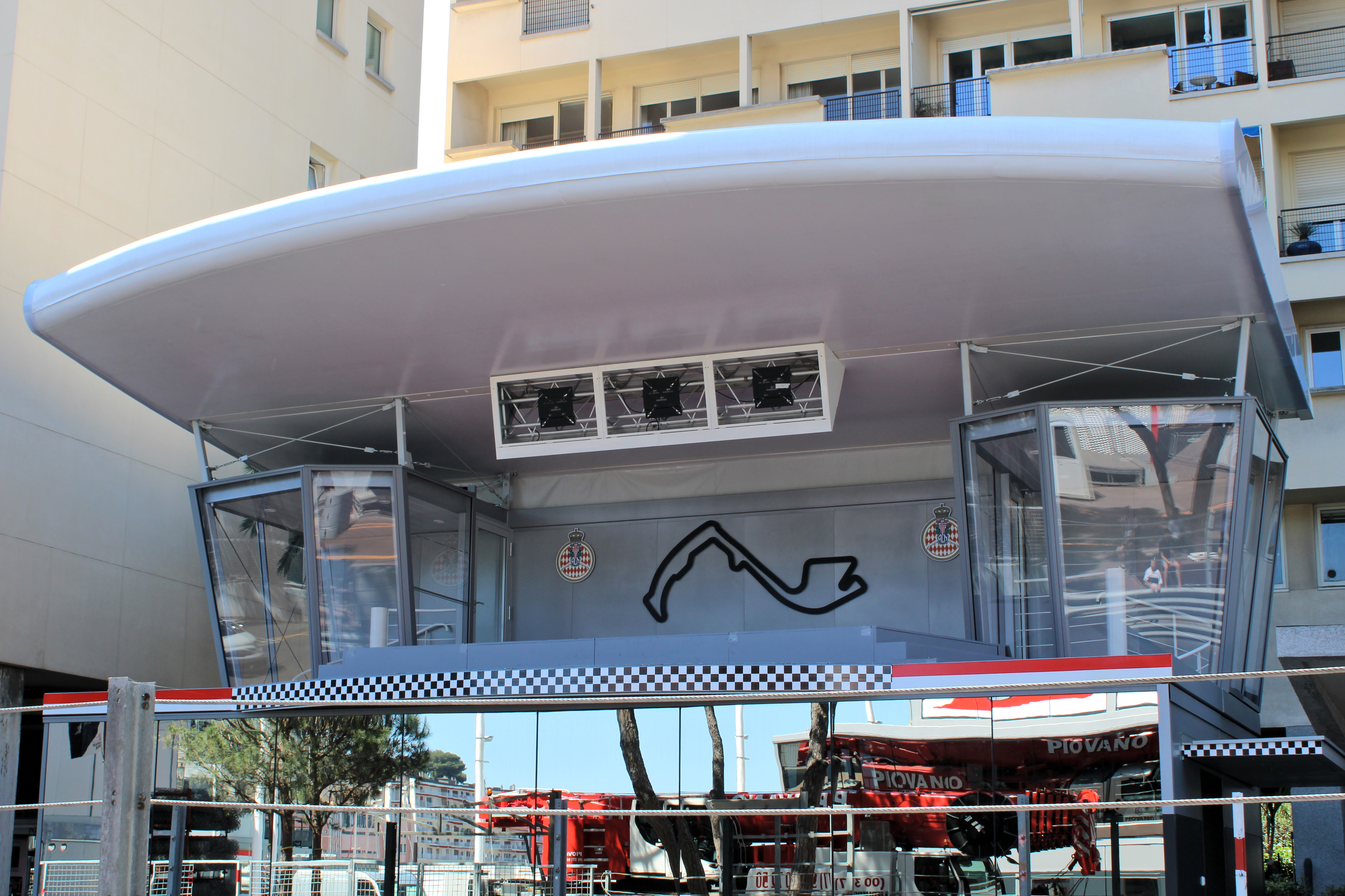
表彰台

### 改修履歴

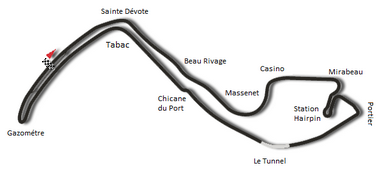
1950年当時のレイアウト

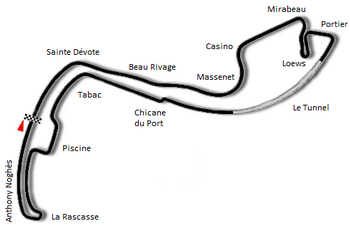
1973年のコース改修

基本レイアウトは初開催当時からほとんど変わっていない。主な変更は、ポルティエ以降のコース後半区間に見られる。
- 1932年 - コース内にあった市電の線路を撤去。
- 1952年 - サント・デボーテを改修。全長3.180kmから3.145kmに短縮。
- 1955年 - スタート/フィニッシュラインを海沿いの通りに変更し、ガスワーク・ヘアピンが第1コーナーとなる。
- 1963年 - スタート/フィニッシュラインを1955年以前の元の位置付近に変更。グリッドは3-2-3列から2-2-2列に。
- 1968年 - 旧シケインをタバココーナー方向へ移動。
- 1973年 - コース後半部分の大改修。全長3.278km。
  - トンネルを117mから376mに延長し、内部の照明設備を近代化。
  - 旧タバコ〜ガスワークヘアピンだった道をピットとして使用することに伴い、プールの海側を通るピシーヌ道路を使うレイアウトに変更。
  - ガスワークヘアピンをラスカスに変更。
- 1976年 - サント・デボーテへの進入速度を落とすようエントリー部分を変更。アントニー・ノーズを鋭角に改修。全長3.312km。
- 1986年 - 旧シケイン（J.F.ケネディ通りからビシーヌ通りへの交差点）を廃止し、200m程手前の交差点（ルイ2世通りからエタ＝ユニ通りへの交差点）に新たなシケインを新設（ヌーベル・シケイン）。全長3.328km。
- 1997年 - プール入口を改修しルイ・シロンと命名。全長3.367km。
- 2003年 - ピットエリア拡張に伴い、プールサイドシケイン出口からラスカスまでを海側に移動。ピットレーンはホームストレート側から海側へ変更。全長3.340km。

かつてはピットなどの作業スペースも他のサーキットに比べて狭く、メカニックが作業するすぐ脇をピットアウトするマシンが猛スピードで通過していた。1986年までは決勝レースの出走台数が、通常は24台のところ20台に制限されていた（当時は事故も多発していた）。2003年にピットガレージの大幅な増改築を行ってからは、作業スペースの面でも他のグランプリと遜色はなくなっている。それでも駐車スペースが不足しているため、サポートレース（2024年現在はFIA F2 / FIA F3 / ポルシェスーパーカップ）に出場するチームは王宮の地下駐車場からピットまでマシンを押して運び込む。

## コースの安全性
コースは約33kmのガードレールで囲まれ、650名のコースマーシャルと120名の消防士がアクシデントに備えている。事故に備えて各所にクレーン車が配備され、リタイアしたマシンを速やかに撤去する。救急時に医師が移動できる外周路がないため、各ポストには医療チームが配置されている。1955年にアルベルト・アスカーリがマシンもろとも海中に転落して以来、ヌーベル・シケインには潜水夫が待機している。各セッション開始前には、港に停泊する船舶に岸から離れるよう指示が出される。
このサーキットでは、過去に2件の死亡事故が起こっている。
- 1952年5月31日、ルイジ・ファジオーリがスポーツカーレースの練習走行中にトンネルでクラッシュし、側壁に激突。左足を負傷し、意識不明から回復するも容態が急変し6月20日に死亡。手術の際の医療ミスが原因だと言われている。
- 1967年5月7日、モナコグランプリでロレンツォ・バンディーニがシケインでコースアウトし、街灯に激突してマシンが炎上。バンディーニは全身に火傷を負い、3日後に死亡した。

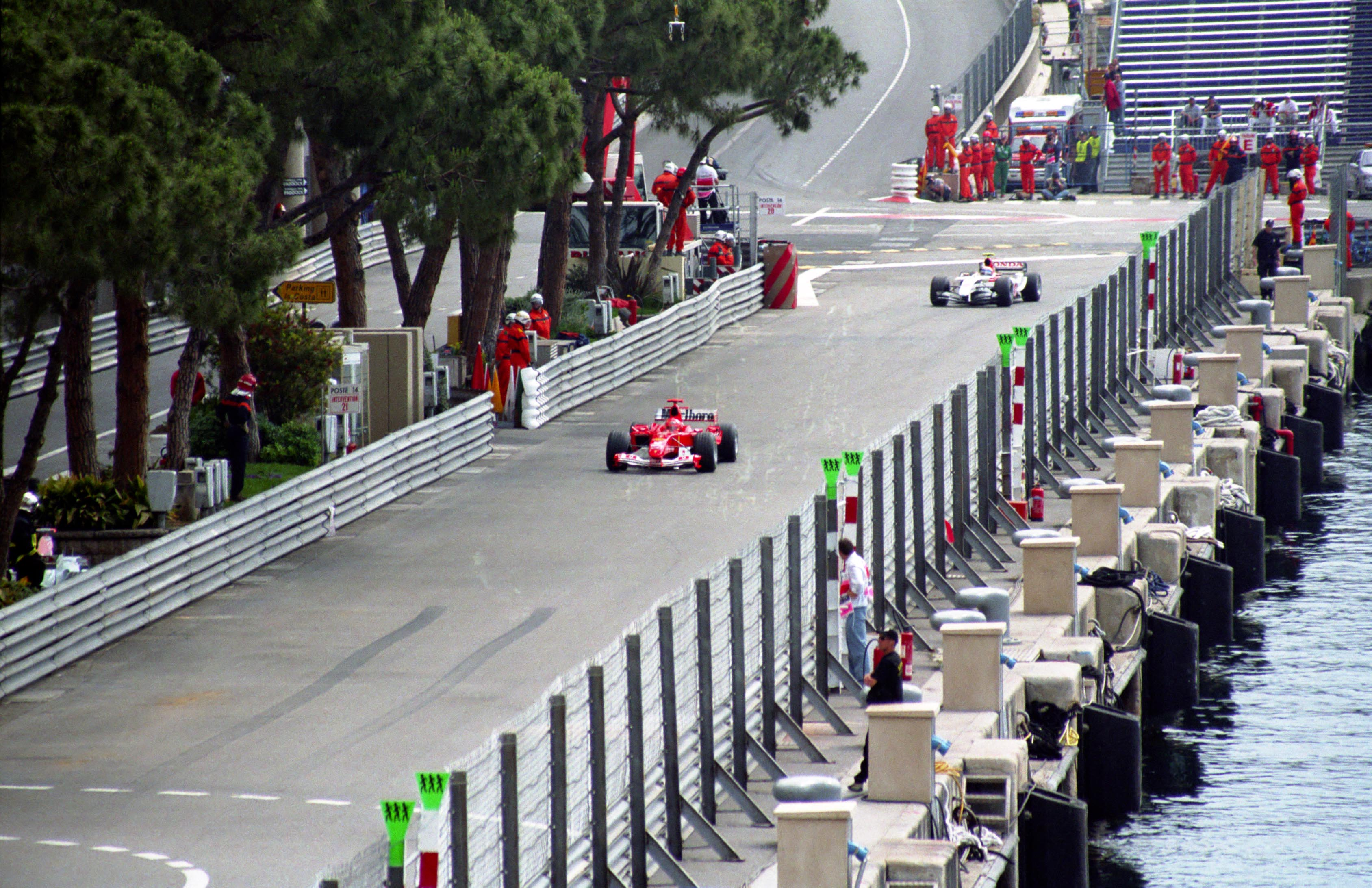
ヌーベル・シケインのバリア

死亡事故には至っていないが、ヌーベル・シケインの本コースとエスケープロードを隔てる並木に設置されたバリアは危険箇所となっている。シケインへのブレーキングで挙動を乱してスピン状態となり、マシン側面からバリアの先端に激突して、ドライバーが頭部にダメージを負うというパターンが共通している。
- 1994年 - ザウバーのカール・ベンドリンガーが予選中に激突し、事故から25日間意識を失う重体となる。前戦サンマリノGPのアイルトン・セナの事故死やこの事故を教訓に、コクピットのサイドプロテクター装備が導入された。
- 2003年 - B・A・Rのジェンソン・バトンが土曜日のフリー走行で激突し、大事をとって決勝を欠場した。この事故以降、バリアの位置が後方に下げられた。
- 2011年 - ザウバーのセルジオ・ペレスが予選Q3で激突。脳震盪を起こし、決勝と次戦カナダGPを欠場した。この事故以降、付近にあったクレーン車が撤去され、バリアの位置がさらに後方に下げられた。

## F1以外の利用（モータースポーツ）

WRCモナコサーキット

フォーミュラEモナコ大会のコース

2007年1月には世界ラリー選手権(WRC)第1戦ラリー・モンテカルロの最終SSであるスーパーSSがコースの一部を使って開かれた。コースはヨットハーバー内とメインストリートをヘアピンカーブで繋ぐ「モナコサーキット」。1周1.4kmのコースを2周し、2台同時にスタートするがスタート地点を離すことで基本的には単独走行となった。またタイヤはドライターマック（舗装路）用タイヤではなく、グリップ力の低下するスノータイヤを用いなければならないという特例を設けたことで、意図的にスピードレンジを下げ、コーナーでの派手なドリフトが起きやすくするなどの工夫が見られた。
2015年には、2014 - 15年シーズンのフォーミュラE第7戦・モナコeプリでコースの一部が使用された。コースは1コーナーからヌーベルシケインの退避路を逆走。シケインをUターンするように回り込み、その後はコース後半部分を走行するレイアウトだったが、1コーナーから退避路にかけてコース幅が極端に狭かったため、決勝スタート直後に渋滞し接触が発生、複数台がリタイアするアクシデントがあった。その後1シーズン置いて、2016 - 17年シーズン第5戦として開催された。2018 - 19年シーズンからはF1で使用されているサーキットコースで開催される予定であったが見送られ、以前と同じレイアウトで第9戦として開催された。 2020 - 21年シーズンは第7戦として開催され、F1と同じフルコースで行われた。
1997年からは、ヒストリックカーレースのモナコ・ヒストリック・グランプリがこのコースを使用して開催されており、2000年以降は原則として隔年で開催されている。2014年以降はフォーミュラEのモナコeプリと交互開催となったが、2022年以降モナコeプリが毎年開催されているのに対し、こちらは隔年開催のままである。

## F1以外の利用（その他）
1996年に日本のソロユニットZARDが発表した表題曲であり、アルバムのタイトルでもある「TODAY IS ANOTHER DAY」のプロモーション・ビデオの一部は当地で撮影されている（そのアルバムのジャケット写真でもコースマップ上のヌーベル・シケインからその先付近に置かれたクルーザーが確認できる）。なお、前述の通りその楽曲の発表翌年である1997年に改修がなされている。
2009年にツール・ド・フランスのグランデパールに選ばれ、第一ステージで個人タイムトライアルのコースとして利用された。スタートライン付近からスタートし、カジノ前から一旦コースを外れポルティエからF1コースに戻り、トンネルを抜けてプールサイドでゴールという15.5km、標高差200mのコースで開催された。また2日目のスタートにも選ばれ、カジノ広場でセレモニーを行い、トンネル～ロウズ・ヘアピンをオフィシャルカー先導のもと逆走し、郊外の正式スタートポイントまでのパレードランコースとして用いた。